# Scirtidae
Los escírtidos (Scirtidae) son una familia de coleópteros polífagos del infraorden Elateriformia. Estos coleópteros de agua dulce se denominan comúnmente en Argentina como «escarabajos de pantano». Las larvas suelen desarrollarse en agua estancada, pero se pueden encontrar en aguas con poca corriente. Los adultos se alimentan generalmente de materia vegetal en descomposición cerca de la orilla del agua, y son presa de especies como Salmo trutta, Gobiomorphus breviceps y Galaxias spp. Son una familia que muestra gran diversidad en las regiones templadas; incluye unas 1400 especies distribuidas en 50 géneros.

## Características
Son escarabajos de cuerpo blando de color marrón amarillento o marrón negruzco, con algunas especies que presentan tonos metálicos, de entre 1,5 y 12 mm de longitud, de forma oblonga a ovalada y aspecto delgado y alargado, algo aplanados; el cuerpo está cubierto generalmente con pelos semierectos. Abdomen sin fúrcula, con ocho segmentos sin uñas anales o con cuatro muy juntas y sin pseudópodos abdominales. Protórax corto, reducido proesterno (con la excepción del género Nipponocyphon). Cavidad procoxal externamente abierta e internamente abierta. Mesocoxas contiguas, con la parte lateral de la cavidad mesocoxal abierta. Cabeza declinada, las mandíbulas son de longitud menor o igual a la de la cabeza, ojos simples, dos antenas filiformes largas, con once segmentos, que sobrepasan la cabeza. Las especies del género Scirtes tienen metafémures agrandados y son capaces de saltar.
Las larvas tienen antenas multisegmentadas y generalmente muy largas, a veces mayores que la mitad de la longitud corporal. Cuerpo marcadamente esclerotizado tanto en la parte ventral como en la dorsal; mandíbulas, maxilares, hipofaringe y epifaringe forman un complejo aparato de filtración.